# CA科技
CA公司（英語：CA Technologies， 前身為, NASDAQ：CA），中文全名「組合國際電腦股份有限公司」，是美國一家軟件公司，於1976年由華裔美國人王嘉廉創立。
至於董事長為Arthur F. Weinbach，首席執行官為William McCracken。而前董事長及首席執行官桑杰．库马尔由涉嫌做假帳，因而被判12年有期徒刑。
2017年1月24日CA科技以6億歐元收購自動化軟件公司Automic Holding GmbH
2017年3月9日CA科技以6.14億美元收購應用安全測試公司Veracode
2018年7月13日博通有限以每股44.5美元，斥資189億美元收購CA科技，其中180億美元將以債務融資，其餘由現金支出
2018年11月7日博通有限完成收購CA科技将以9.5億美元出售CA科技旗下的Veracode賣給了私募股權公司Thoma Bravo。

## 外部連結
- CA公司官網（页面存档备份，存于）
- CA中國官網（页面存档备份，存于）
- CA台灣官網（页面存档备份，存于）
- CA香港官網（页面存档备份，存于）